# Zwi Migdal

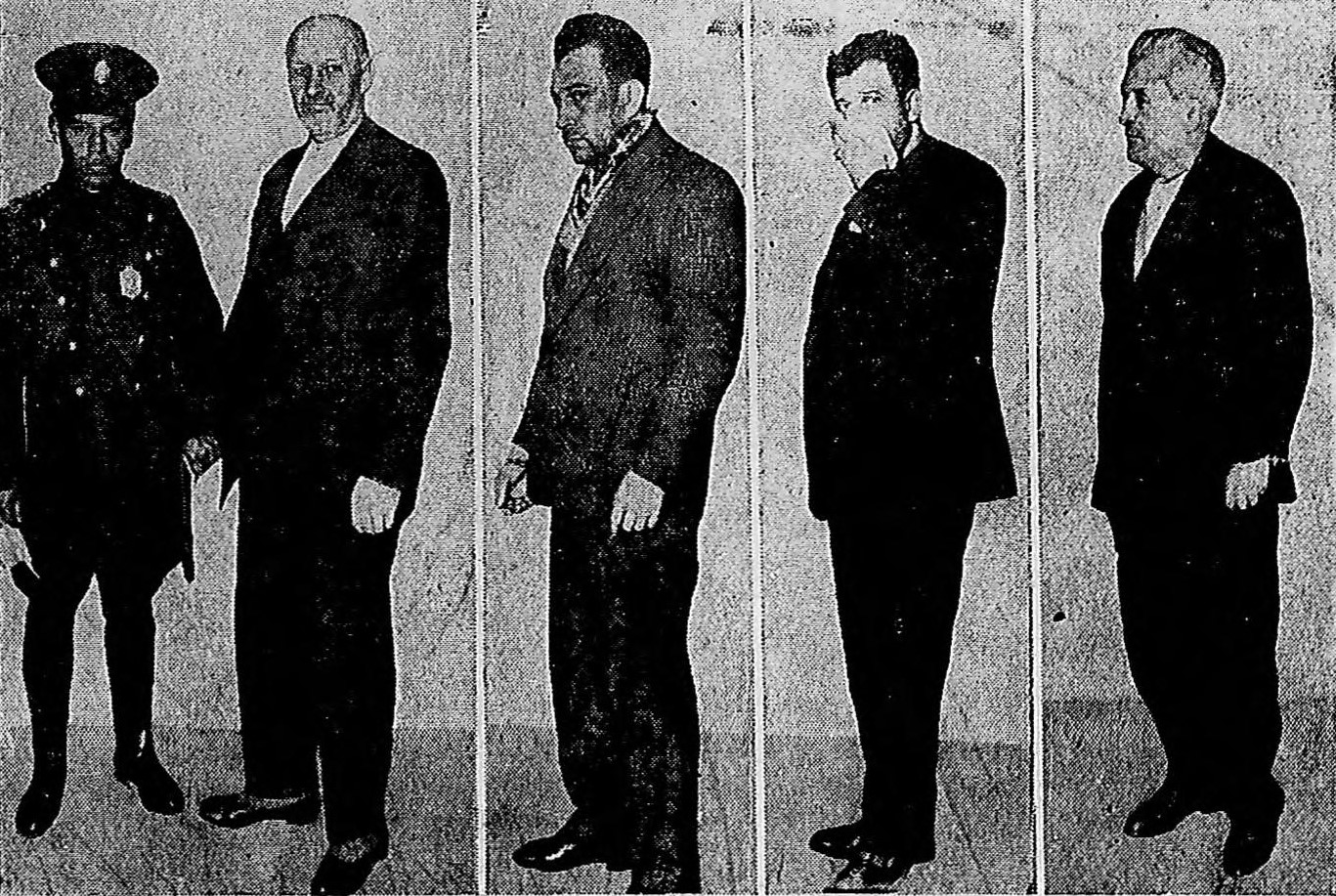
Foto de época de cuatro detenidos pertenecientes a esta organización (diario Crítica, septiembre de 1930).

La Zwi Migdal fue una red de trata de blancas que operó entre 1906 y 1937 con sede en la ciudad de Buenos Aires, Argentina. Estaba conformada por delincuentes judíos, en su mayoría de origen polaco, que se especializaban en la prostitución forzada de mujeres judías, entre otras. 
La organización conseguía estas mujeres en aldeas del Este de Europa. Las comunidades judías estaban bajo el peligro constante de los pogromos, que las asolaban con saña por esa época, además de las difíciles condiciones económicas; los integrantes de la mafia se presentaban como judíos respetables que habían conseguido prosperar en América y que volvían a su tierra para buscar una mujer con quien casarse. Las condiciones objetivas de miseria y violencia hacían que las jóvenes y sus familias vieran en la oferta matrimonial una oportunidad que no podía ser rechazada.
En su apogeo, luego de la Primera Guerra Mundial, la organización tenía más de 400 miembros en la Argentina. Llegó a tener ganancias anuales por más de 50 millones de dólares. Su sede se encontraba en Buenos Aires, con sucursales en otras ciudades y países del mundo como: Sudáfrica, la India Río de Janeiro, Ciudad de México, Nueva York, Montreal, Varsovia, Moscú, Londres, Berlín y Shanghai.
Sus actividades ilegales fueron duramente combatidas tanto por las organizaciones judías como por parte de espontáneos de la misma comunidad, hasta que la denuncia de una sobreviviente de esta red de trata, que arriesgó su vida en ello, acabó de desmantelarla.
Si bien distintos colectivos de inmigrantes de la Argentina contaron entre sus miembros con individuos y mafias dedicadas a la explotación de mujeres, el caso judío fue el único en el cual las propias instituciones comunitarias se implicaron en la lucha para la erradicación de sus propios miembros indeseables; sin embargo, el caso de la Zwi Migdal fue ampliamente utilizado por el campo antisemita, durante décadas, para desprestigiar a los judíos.

## Organización
La prostitución de jóvenes judías traídas de Europa del Este se había iniciado desde la misma llegada de la inmigración judía a finales del siglo XIX: ya en 1885, para el mismo tiempo en que la Jewish Colonization Association lograba fundar las primeras colonias judías en Entre Ríos, la Asociación Judía para la Protección de Mujeres y Niños instaba a los miembros de la comunidad a no alquilar departamentos a los rufianes.
En 1889, el «Club de los 40» reúne a un grupo de rufianes judíos para brindarse apoyo mutuo, intercambiar información y compartir estrategias para eludir a las autoridades: sería el embrión de la gran corporación de rufianes que culminaría en la Zwi Migdal. Esta organización de proxenetas judíos fue una de las tantas organizadas por rufianes de las distintas colectividades, además de los autóctonos; había organizaciones de tratantes de blancas constituidas por italianos, españoles, argentinos y de la poderosa mafia marsellesa.
Los rufianes reclutaban a muchachas de 13 a 16 años de edad de las pequeñas aldeas o shtetl de Rusia y Polonia para emigrar a América con falsas promesas de trabajo como empleadas domésticas de ricas familias judías, e incluso con promesas de casamiento. Cansados de los pogromos y la miseria, los padres accedían a que sus hijas se fueran con los forasteros hacia un futuro mejor.
La escritora e investigadora Elsa Drucaroff disiente con la idea de que las jovencitas eran traídas engañadas a la Argentina; muchas de ellas podían no saber sobre el destino que les deparaba el viaje, pero muchas otras sabían muy bien que ejercerían la prostitución en América, de hecho, gran número de ellas ya la ejercían en Europa. Según sus palabras: «En 1899 se podía decir, a un nivel de presuposición compartida, que ‘un viaje a Buenos Aires’ significaba ‘camino a la prostitución’».
Durante el mismo viaje a América, las chicas eran violadas, golpeadas y encerradas en jaulas en donde pasaban hambre.
Según el periodista Gustavo Germán González, contemporáneo a aquellos hechos, las mujeres eran vendidas como en los antiguos mercados de esclavos de Roma o del Sur de los Estados Unidos: 

...las mujeres, traídas a veces con falsas promesas de matrimonio, eran exhibidas desnudas y vendidas al mejor postor.

Las recién llegadas eran «rematadas al mejor postor». Estas subastas tenían lugar en el café Parisien, de la avenida Alvear 3184. El lugar era propiedad de Salomón Mittelstein y Achiel Mostowsky, quienes posteriormente lo vendieron a Simón Brutkievich, Simón Kumchev y Mauricio Caro. Otro lugar en donde se «remataban» mujeres era el Hotel Palestina.
En 1906 conformaron en Avellaneda —distrito dominado por el caudillo conservador Alberto Barceló, quien él mismo era dueño de burdeles— la "Sociedad Israelita de Socorros Mutuos Varsovia de Barracas al Sud y Buenos Aires", o simplemente "Varsovia".
La constitución de la sociedad en Avellaneda era sólo la fachada legal, ya que era el único distrito que le concedió la personería jurídica; la verdadera central de operaciones de la mafia polaca se encontraba en Buenos Aires, en la calle Córdoba 3280, un edificio de dos plantas con jardín, sinagoga, salón de fiestas, bar, comedor y sala de velatorios, entre otras dependencias.

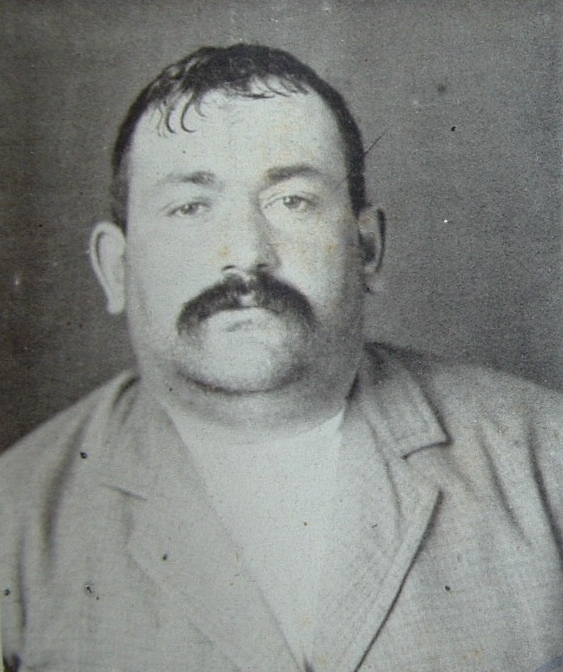
Noé Trauman

El primer presidente fue Noé Trauman, de quien se dice que era anarquista, acostumbraba arengar a los rufianes con reflexiones sobre las injusticias sociales -los verdaderos explotadores, decía, eran los empresarios que pagaban míseros salarios a sus obreros a cambio de largas jornadas de trabajo- y que fue amigo de Roberto Arlt e inspirador de Haffner, el "Rufián melancólico", uno de los personajes de Los siete locos.
En esa época se formó el primer enclave prostibulario en la Ciudad de Buenos Aires, delimitado por las calles Lavalle, Viamonte, Libertad y Talcahuano. La organización tenía sus burdeles sobre las calles Junín y Lavalle. Allí se encontraban "El Chorizo", "Las Esclavas", "Gato Negro", "Marita" y "Las Perras", entre otros prostíbulos, donde las mujeres sometidas a la prostitución trabajaban de 4 de la tarde a 4 de la mañana. Las jóvenes trabajaban a destajo; los proxenetas, caftenes o cafishios, exigían que las mujeres atendieran a un mínimo de 600 clientes por semana y 70 por jornada. (cifra que parece deliberadamente exagerada, ya que implicaría un cliente cada 10 minutos, si descontar el tiempo mínimo para asearse, hacer sus necesidades o al menos alimentarse)
Con el tiempo la organización se escindió: los rufianes de origen polaco se quedaron con la sociedad, mientras que los rusos y los rumanos se nuclearon en la Sociedad Israelita de Socorros Mutuos Aschkenasum, presidida por Simón Rubinstein, dueño de varios prostíbulos y sindicado como contrabandista de seda. La Aschkenasum logró con el tiempo controlar todos los burdeles de la localidad de San Fernando.
En 1910, la Primera Conferencia Internacional Judía de Trata de Blancas produjo un informe que decía sobre Buenos Aires:

(...) hay 42 casas [prostíbulos], de las cuales 39 pertenecen a judíos rusos (...) de las 800 nuevas prostitutas registradas en 1909, 236 era judías, de las cuales 213 eran rusas.

El periodista francés Albert Londres dijo en 1927:

La trata de blancas, la verdadera, la practican los polacos(...) No hay un solo polaco de Buenos Aires que no tenga cinco o seis mujeres. O siete u ocho. Viven bajo una disciplina aceptada y servil.

El apogeo de la organización se dio en la década de 1920, con 430 proxenetas que controlaban 200 burdeles y 4.000 mujeres.
Los Zwi Migdal trataban de ser aceptados por la colectividad haciendo donaciones para las sinagogas y el financiamiento del culto. En cuanto estuvo claro el origen de los dineros de la organización, la comunidad judía comenzó una dura campaña contra la misma. El conocido activista sionista Nahum Sorkin impidió que un proxeneta entrara a un teatro de la comunidad. La misma comunidad comenzó a impedir el ingreso de los proxenetas a las sinagogas, y luego se les negó el derecho a ser enterrados en los cementerios de la comunidad. En este sentido, el rabino Reuben Hacohen Sinai afirmó en uno de sus sermones: "Prefiero yacer entre gentiles honorables que entre nuestros tmeim" [impuros]".
Apartados de la comunidad, los proxenetas comenzaron a crear sus propias sinagogas y teatros y fundaron su propio cementerio en Avellaneda en 1921.
En el año 1929 la embajada de Polonia se quejó a la Argentina porque tal organización llevaba el nombre Varsovia y la organización debió cambiar su nombre al de Zwi Migdal, que según algunos significa «gran fuerza»; aunque según otros se deriva del nombre de uno de sus fundadores, Luis Migdal.
Tal era la fama de Buenos Aires como un antro de prostitución que el actor Max Berliner recuerda que cuando su padre lo trajo a él, a su joven esposa y a sus tres hijas adolescentes a la Argentina: «La familia que quedó en Polonia estaba enojada con mi padre porque aquí, en el '22, estaba el auge de la prostitución...».

## La Zwi Migdal en Rosario
Rosario fue una de las grandes plazas prostibularias argentinas. En su puerto recalaban muchos barcos de ultramar y, con ellos, gran cantidad de marinos inquietos y ávidos de mujeres.
Esta situación había incidido en el desarrollo de la prostitución en gran escala, convirtiendo a Rosario en la segunda ciudad en importancia respecto de la trata de mujeres en Argentina. Llegó a conocerse, por entonces, como “la ciudad de los burdeles”.
En el barrio de Pichincha —tal su nombre— los lupanares alternaban con bodegones, boliches, fondas y sitios similares. 
Allí se establecieron a comienzos del siglo XX los traficantes de la Zwi Migdal, entrando en competencia directa con los rufianes de origen francés que controlaban el negocio en la ciudad.
En los años 30 erigieron su propio cementerio en Granadero Baigorria, en las afueras de la ciudad, donde fueron sepultados tanto los traficantes judíos que actuaban en Rosario y sus mujeres, como también algunos miembros de la sociedad. 
A finales de la misma década el otrora floreciente negocio de explotación de la prostitución comenzó a tambalearse. A partir del desbaratamiento en Buenos Aires del grupo de los traficantes de la Zwi Migdal, la policía de Rosario reprimió la actividad prostibularia en el mismo momento en que la política local cambió drásticamente en esos temas, instalándose las ideas abolicionistas.

## El fin

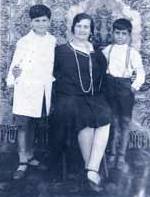
Raquel Liberman, cuyo testimonio fue clave para desbaratar la organización.

El fin de la organización llegó en 1929, cuando Raquel Liberman, una de los miles de inmigrantes polacas sometidas en los prostíbulos, denunció a la Zwi Migdal ante la justicia.
Ya en 1926, Perla Pezelorska arrojó un papelito escrito en idioma ídish en el que pedía ayuda para que la liberaran de su cautiverio en un burdel del barrio de Once. Pezelorska logró ser rescatada.
Ruchla —o Raquel, como era conocida en el burdel— era natural de Łódź (Polonia) y había llegado a la Argentina en 1918 con dos bebés. Era costurera y sabía leer y escribir. Allí se encontró con que su primer marido, un sastre, había muerto y ella, en la miseria, tuvo que prostituirse. Permaneció en esta condición de esclavitud durante 11 años.
El juez Manuel Rodríguez Ocampo se hizo cargo de la investigación de la denuncia y le ordenó al comisario Julio Alsogaray que llevara adelante las pesquisas que finalmente terminaron en el allanamiento de la sede central de la Zwi Migdal el 30 de mayo de 1930.
Muchos de los rufianes lograron escapar a Rosario y otros al exterior. 
El 27 de septiembre de 1930 se dictó el procesamiento de 108 de los socios de la Migdal, pero en enero de 1931 fueron liberados.

## La Zwi Migdal en Brasil
El primer arribo de jóvenes judías al Brasil fue en 1867. Ya en 1872 el gobierno del Imperio del Brasil extraditó a un grupo de proxenetas y prostitutas, pero las actividades criminales continuaron. Hacia 1913 había en Río de Janeiro 431 burdeles pertenecientes a la Zwi Migdal, concentrados en unas pocas calles del barrio del Mangue, una zona en donde la prostitución estaba legalizada. 
Las prostitutas eran mayormente analfabetas, desposeídas y despreciadas por la mayoría de la comunidad, situación que las obligó a conformar una asociación de ayudas mutuas en 1906, la Chesed Shel Emes o Sociedad de Caridad Auténtica, formalmente registrada como Associação Beneficente Funerária e Religiosa Israelita - ABFRI - (Asociación de Beneficencia Funeraria y Religiosa Israelita). Durante el apogeo de la Zwi Migdal, muchas ciudades brasileñas tenían sus propias asociaciones Chesed Shel Emes, que hasta solían emplear rabinos para la asistencia espiritual de sus asociadas.